# Sorosoro
 (mars 2021).
Si vous disposez d'ouvrages ou d'articles de référence ou si vous connaissez des sites web de qualité traitant du thème abordé ici, merci de compléter l'article en donnant les références utiles à sa vérifiabilité et en les liant à la section « Notes et références ».
Le programme Sorosoro est un projet visant à recueillir et conserver sous forme audiovisuelle une trace des langues en danger dans le monde. 

## Historique
Il a été créé par Rozenn Milin, ancienne directrice de télévision (TV Breizh).

## Étymologie
Le mot « sorosoro » vient de l'araki, une langue parlée au Vanuatu, et signifie « le souffle, la parole, la langue ».